# Джеррі Пурнелл
Джеррі Юджін Пурнелл (англ. Jerry Eugene Pournelle, 7 серпня 1933, Шривпорт, Луїзіана — 8 вересня 2017, Студіо-сіті, Каліфорнія) — американський письменник-фантаст, журналіст. Був президентом американської спілки письменників-фантастів у 1973 році. (англ. Science Fiction and Fantasy Writers of America), також він перший автор, хто опублікував книгу написану з використанням текстового редактора на персональному комп'ютері. Як журналіст, писав статті до комп'ютерного журналу «Byte» в 1980-90 роках, а 2011 року створив сайт новин «aNewDomain».

## Біографія
Джеррі Пурнелл народився 7 серпня 1933 року в Шривпорт штат Луїзіана в сім'ї Персиваля Пурнелла, працівника радіо, і Рут Пурнелл, яка була вчителькою, а під час Другої світової війни працювала на фабриці боєприпасів. Коли Пурнелл був ще дитиною, його сім'я переїхала в штат Теннессі, в сільську місцевість. Вдома він займався самоосвітою, читаючи енциклопедію Британіку. Служив у армії США протягом Корейської війни, після служби працював у аерокосмічній галузі, зокрема у компанії Boeing і NASA. В область його досліджень входила проблема тепловіддачі для космічних скафандрів, а також дослідження протиракетного захисту США. Вчився в університеті Вашингтону, де здобув ступінь бакалавра (1955) і магістра (1958) з психології, а в 1964 отримав ступінь доктора філософії з політології. В цей час він вже почав писати фантастику під псевдонімом Вейд Кертіс (англ. Wade Curtis), але ще не публікувався.
В 1980 році почав вести рубрику в комп'ютерному журналі «Byte», його статті описували персональний комп'ютер з погляду звичайного користувача. Його рубрика «Chaos Manor» з'являлася в журналі аж до 2006 року, коли його контракт не був відновлений, з того часу він писав на своєму сайті. Також він працював редактором для журналу «Survive».
В 2008 році у Пурнелла виявили доброякісну пухлину мозку. 28 серпня 2014 року в нього стався серцевий напад, в результаті якого його було госпіталізовано, проте влітку 2015 року він знову міг писати, хоча і повільніше. Джеррі Пурнелл помер під час сну в своєму будинку в Студіо-сіті, штат Каліфорнія 8 вересня 2017 року.

## Нагороди
- 1964 — Бронзова медаль фундації Американське консульство безпеки (англ. American Security Council)
- 1973 — Премія Джона В. Кемпбелла найкращому новому письменнику-фантасту
- 1992 — Премія «Прометей» за роман Fallen Angels
- 1998 — Премія «Сейун» (星雲賞 Seiunshō) за іноземний роман Fallen Angels
- 2005 — Премія імені Роберта Гайнлайна (разом з Ларрі Нівеном)[12]
- 2016 — Премія імені Роберта Гайнлайна Національної Космічної асоціації (англ. National Space Society Robert A. Heinlein Memorial Award[13]